# Pwdump

pwdump — название группы программ для ОС Windows, нацеленных на извлечение хешей паролей LM или NTLM от учётных записей пользователей из администратора учётных данных в системе защиты (SAM) локальной машины. Чтобы программа сработала, она должна быть запущена с правами администратора, так что pwdump не безусловно обходит систему защиты. Большинство исходных кодов этих программ открыто.

## Порядок создания утилит
- pwdump — оригинальная программа, написана Джереми Эллисоном (Jeremy Allison)
- pwdump2 — написана Тоддом Сабином (Todd Sabin of Bindview) под GPL, использует DLL-инъекцию
- pwdump3 — написана Филом Стебусом (Phil Staubs) под GPL, работает через сеть
- pwdump3e — так же написана Филом Стебусом (Phil Staubs) под GPL, но использует алгоритмы шифрования
- pwdump4 — написана bingle под GPL, представляет собой улучшенную версию pwdump3 и pwdump2
- pwdump5 — написана AntonYo! (freeware)
- pwdump6 — написана fizzgig под GPL, является улучшением версии pwdump3e
- fgdump — написана fizzgig, является pwdump6 с надстройками
- pwdump7 — написана Andres Tarasco (freeware), использует собственные драйвера файловой системы
- pwdump8 — написана Enrico Maricone под GPL, представляет собой улучшенную версию pwdump7

Openwall password tools — содержит аналогии pwdump2, pwdump3, pwdump3e, pwdump4, pwdump5, pwdump6, и pwdump7.
Также рассматривается утилита COPYPWD от System Tools, которая может импортировать хеши паролей для переноса системы или синхронизации паролей.